# Johnny Vegas
Pour les articles homonymes, voir Vegas.
Johnny Martín Vegas Fernández, dit Johnny Vegas, né le 9 février 1976 à Huancayo au Pérou, est un footballeur international péruvien, qui évoluait au poste de gardien de but. 
Il figure dans le top 5 des gardiens ayant le plus de buts inscrits (45 buts).

## Biographie

### Carrière en club
Au cours de sa carrière professionnelle, Johnny Vegas dispute plus de 500 matchs en championnat (D1 et D2 confondues). Au niveau international, il compte cinq matchs en Copa Libertadores (disputés avec le Sport Boys, club dont il est issu) et huit matchs en Copa Sudamericana (quatre matchs ex aequo avec le Sport Áncash et le Cienciano del Cusco),.
Reconnu pour ses talents offensifs - il est d'ailleurs surnommé "Chilavegas" en référence au gardien paraguayen José Luis Chilavert - il a l'occasion de jouer comme attaquant lors d'un match de championnat du Pérou entre le Sport Boys et l'Alianza Atlético en 1998.

### Carrière internationale
International péruvien, Johnny Vegas dispute trois rencontres en 2000 avec la Blanquirroja contre la Colombie (défaite 0-1), l'Uruguay (0-0) et l'Argentine (défaite 1-2), dans le cadre des éliminatoires à la Coupe du  monde 2002.

## Palmarès
Sporting Cristal
- Championnat du Pérou (1) :
  - Champion : 2005.